# Quadrictonus luteolus
Quadrictonus luteolus är en stekelart som beskrevs av Jaroslav Stary och Remaudiere 1982. Quadrictonus luteolus ingår i släktet Quadrictonus och familjen bracksteklar. Inga underarter finns listade i Catalogue of Life.